# Saint-Denis (Aude)
Saint-Denis je francouzská obec v departementu Aude v regionu Languedoc-Roussillon.

## Demografie
Počet obyvatel